# Giuseppe Janino
Giuseppe Dutra Janino (Canoas, 1960) é um matemático brasileiro, reconhecido como um dos cinco visionários por trás da criação da urna eletrônica no Brasil. Atualmente é consultor (nacional e internacional) em eleições digitais e biometria.
Janino tem formação em Matemática pelo UniCEUB, é especialista pela Universidade Católica de Brasília em Análise de Sistemas e em Engenharia de Redes e possui MBA em Tecnologia da Informação. Foi presidente do Project Management Institute (PMI) em 2009 e 2010. É conselheiro consultivo do Project Management Institute (PMI) Chapter do Distrito Federal.
Giuseppe Janino desempenhou um papel fundamental como ex-secretário de Tecnologia da Informação do Tribunal Superior Eleitoral (TSE), permanecendo por 15 anos nessa posição, durante sua trajetória de 25 anos naquela corte, foi coautor do Projeto da Urna Eletrônica do Sistema Eleitoral Brasileiro e liderou a equipe que projetou e implantou a identificação biométrica no processo eleitoral brasileiro. Contribuiu por 25 anos no âmbito da Corte eleitoral até sua aposentadoria.

## Biografia
Nascido em Canoas, no Rio Grande do Sul, Giuseppe Janino viveu seus primeiros anos na vila militar devido à profissão militar de seu pai na Aeronáutica. Posteriormente, tornou-se aluno do Colégio Militar de Porto Alegre e, aos 18 anos, ingressou na Aeronáutica. Em Guaratinguetá (SP), frequentou a Escola de Especialistas da Aeronáutica e se especializou em controle de Tráfego Aéreo.
No início de sua carreira, Janino foi designado para trabalhar na torre de controle do aeroporto internacional da capital federal, em Brasília, onde atuou por 11 anos.
Em 1995, aos 35 anos, ao prestar o primeiro concurso público realizado pelo Tribunal Superior Eleitoral, obteve o primeiro lugar, passando a integrar o quadro de analistas do tribunal. Logo no início de sua carreira no Tribunal, em 1996, foi designado pelo ministro Carlos Velloso para atuar no time de consultores que desenvolviam o projeto de engenharia da Urna Eletrônica, um projeto que estava nascendo. Em 1997, participou do Congresso de Tecnologia da Justiça Eleitoral, onde apresentou a solução de software para eleições comunitárias. Também trabalhou no aprimoramento da justificativa eleitoral, quando desenvolveu o projeto de justificativa de ausência às eleições, no âmbito da Justiça Eleitoral.
Durante a carreira, também implementou várias metodologias de gestão baseada nas melhores práticas mundiais como a gestão de projetos preconizadas pelo PMI (Project Management Institute), autonomia em desenvolvimento de software garantindo que todo software do ecossistema de eleições, fossem desenvolvidos única e exclusivamente pela equipe técnica da corte eleitoral superior. Implantou desde de 2009 os chamados testes públicos de segurança, que permitem que qualquer cidadão brasileiro possa testar os softwares que serão utilizados nas eleições quanto a segurança e integridade.
Giuseppe também liderou a implementação da identificação biométrica no processo eleitoral digital. Com a tecnologia, garantiu-se que o eleitor seja o único no cadastro eleitoral, e ele próprio no ato de votar, extinguindo assim, fraudes que ocorriam na identificação do eleitor.

## O Quinto Ninja
Além de sua contribuição pioneira para a urna eletrônica, Giuseppe Janino é coautor do livro “O Futuro das Eleições e As Eleições do Futuro”, e autor da obra intitulada “O Quinto Ninja”, a qual escreveu após sua aposentadoria, revelando os bastidores da criação desse projeto revolucionário.